# Rouillac (Charente)
Rouillac é uma comuna francesa na região administrativa da Nova Aquitânia, no departamento de Charente. Estende-se por uma área de 56.61 km². Em 2010 a comuna tinha 3 008 habitantes (densidade: 53,1 hab./km²).
Em 1 de janeiro de 2016, incorporou ao seu território as antigas comunas de Plaizac e Sonneville. Em 1 de janeiro de 2019, a antiga comuna de Gourville também foi incorporada.